# デ・ハビランド DH.83 フォックス・モス

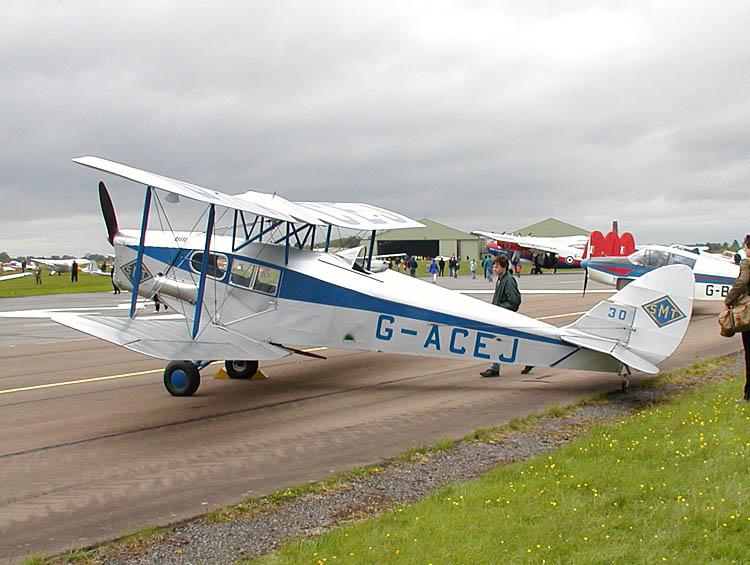
DH.83 フォックス・モス（2003年撮影）

デ・ハビランド DH.83 フォックス・モス (de Havilland DH.83 Fox Moth) は1930年代のイギリスの複葉の軽旅客機である。

## 概要
1930年代初期、短距離国内線やフィーダー路線を運航する航空会社がイギリスで次々と設立されたことを受け、この需要に対し購入価格が安く必要十分な性能を備えた機体として開発した。試作機は1932年3月に初飛行した。コスト削減のため主翼や尾翼、降着装置など多くの部品をタイガー・モスから流用しており、新設計の胴体には4人乗りの客室キャビンが設けられ、その後ろに開放式のパイロット席が設けられた。
イギリスで100機ばかりが生産された他、オーストラリア、カナダでも生産された。第二次世界大戦中はイギリス空軍、オーストラリア空軍、ニュージーランド空軍などが徴用しており、戦後も少なくとも5か国で多数が飛行していた。1946年にはカナダのトロントに生産ラインが設けられ、胴体を強化しスライド式クーペ・トップを備えたDH.83Cが52機生産された。
日本でも東京瓦斯電気工業（瓦斯電）が輸入、さらにエンジンを国産の「神風」に換装して国産化した。この機体はKR-1/KR-2軽旅客機に名称が変更され、20機ほど生産して民間機として使われたほか、海軍でも輸送連絡機として用いられた。また、KR-1/KR-2とは別に、三井物産が1932年（昭和7年）頃に輸入した4機のうち3機が、石川島飛行機で小型患者輸送機へ改装された上で、献納による愛国号として陸軍で使用されたほか、満州事変時に国民革命軍より鹵獲した機体も関東軍で連絡・輸送の任に就いていた。軍用以外では、満州国で警察機となった機体や瓦斯電の社用機として用いられた機体もあった。

## 要目
- 全長：7.85 m
- 全幅：9.41 m
- 全高：2.67 m
- 自重：499 kg
- エンジン：デ・ハビランド ジプシー III 空冷直列4気筒ガソリン
- 出力：130 HP
- 最大速度：182 km/h
- 航続距離：579 km